# Ylva S. Sjöstrand
Ylva S. Sjöstrand, född 1975, är filosofie doktor i historia, verksam vid Stockholms universitet. Hon forskar om miljöhistoria, konsumtionshistoria och urbanhistoria. För sin avhandling Stadens sopor : tillvaratagande, förbränning och tippning i Stockholm 1900-1975 (2014) mottog hon Cliopriset 2015.

### Fotnoter
1. ↑  ”Ylva S. Sjöstrand - Historiska institutionen, Stockholms universitet”. Arkiverad från originalet den 22 december 2015. https://web.archive.org/web/20151222104338/http://www.historia.su.se/forskning/forskningsomr%C3%A5den/fria-forskningsprojekt/ylva-s-sj%C3%B6strand-1.244216. Läst 17 december 2015.
2. ↑  ”Årets Cliopristagare är en drottning av avfall”. SvD.se. http://www.svd.se/arets-cliopristagare-ar-en-drottning-av-avfall/om/kultur. Läst 17 december 2015.